# Jurij Konsztantyinovics Kuznyecov
Jurij Konsztantyinovics Kuznyecov, oroszul: Юрий Константинович Кузнецов (Baku, 1931. augusztus 2. – Moszkva, 2016. március 4.) szovjet válogatott orosz labdarúgó, csatár, edző.

## Pályafutása

### Klubcsapatban
A Gyinamo Kirovabad csapatában kezdte a labdarúgást. 1952 és 1955 között a Nyeftyanyik Baku játékosa volt. 1955 és 1959 között a Gyinamo Moszkva csapatában szerepelt és három bajnoki címet szerzett az együttessel. 1960-ban visszatért a bakui Nyeftyanyikhoz, ahol 1965-ben fejezte be az aktív labdarúgást.

### A válogatottban
1955-ben három alkalommal szerepel a szovjet válogatottban és három gólt szerzett. Augusztusban az NSZK ellen mutatkozott be. Szeptember 16-án az indiai válogatott elleni moszkvai mérkőzésen két gólt szerzett és a találkozó 11– 1-es szovjet győzelemmel ért végett. Szeptember 25-én Budapesten a magyar válogatott ellen lépett pályára harmadszor. Az 1–1-es döntetlen zárult mérkőzésen ő szerezte a szovjet csapat gólját.

### Edzőként
1966 és 1969 között a Gyinamo Moszkva segédedzőjeként tevékenykedett. 1970-71-ben a lengyel Gwardia Warszawa vezetőedzője volt. 1977-78-ban ismét segédedző volt a moszkvai Gyinamónál. 1988-ban a Nyeftcsi Baku szakmai munkáját irányította.

## Sikerei, díjai
Gyinamo Moszkva
- Szovjet bajnokság
  - bajnok (3): 1955, 1957, 1959